# Albert II. Habsburgovac
Albert II. Habsburgovac (* Beč, 16. kolovoza 1397.; † 27. listopada 1439., Nesmilje kod Ostrogona), ugarsko-hrvatski kralj (1437. – 1439.), rimsko-njemački i češki kralj (1438. – 1439.) te austrijski nadvojvoda (kao Albert V. 1404. – 1439.). 

## Životopis
Albert II. rođen je 16. kolovoza 1397., kao sin austrijskog vojvode Alberta IV. i Ivane Sofije Bavarske. Otac mu je umro kada je Albertu bilo svega sedam godina, pa je tada službeno postao austrijski vojvoda. U njegovo ime su kao regenti vladali njegov stric i braća, koji su se dosta prepirali što je zemlju dovelo na rub građanskog rata. Ali, nakon završetka školovanja Albert je s četrnaest godina preuzeo vlast nakon smrti svoga brata Leopolda i stabilizirao situaciju u Austriji. Oženio se 1422. Elizabetom Češkom, kćeri svetog rimskog cara i hrvatsko-ugarskog kralja Žigmunda Luksemburškog, te postao nasljednik njemačke carske, te češke i hrvatsko-ugarske kraljevske krune. Nakon Žigmundove smrti 1437. okrunjen je za hrvatsko-ugarskog kralja,postavši time prvi pripadnik dinastije Habsburg na hrvatsko-ugarskom prijestolju. Pola godine kasnije postao je i češki kralj, ali nikada nije postao carem Svetog Rimskog Carstva, nego tek njemačko-rimskim kraljem. Umro je 1439.
| Prethodnik:                          | Hrvatsko-ugarski kralj (1437. – 1439.) | Nasljednik:               |
| Žigmund Luksemburški (1387. – 1437.) | Hrvatsko-ugarski kralj (1437. – 1439.) | Elizabeta (1439. – 1440.) |

| Prethodnik:          | Rimsko-njemački kralj (1438. – 1439.) | Nasljednik:  |
| Žigmund Luksemburški | Rimsko-njemački kralj (1438. – 1439.) | Fridrik III. |